# Vista Hermosa, San Sebastián Ixcapa
Vista Hermosa är en ort i Mexiko.   Den ligger i kommunen San Sebastián Ixcapa och delstaten Oaxaca, i den sydöstra delen av landet, 300 km söder om huvudstaden Mexico City. Vista Hermosa ligger 233 meter över havet och antalet invånare är 683.
Terrängen runt Vista Hermosa är platt söderut, men norrut är den kuperad. Runt Vista Hermosa är det ganska glesbefolkat, med 29 invånare per kvadratkilometer. Närmaste större samhälle är San Juan Cacahuatepec, 9,1 km norr om Vista Hermosa. Omgivningarna runt Vista Hermosa är en mosaik av jordbruksmark och naturlig växtlighet.